# Mâconnais

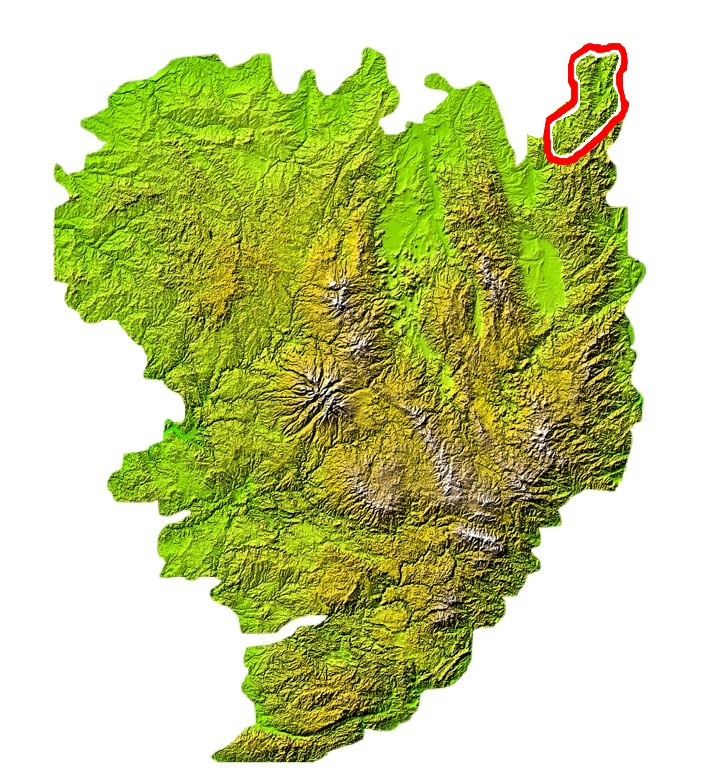
Położenie Mâconnais na mapie Masywu Centralnego

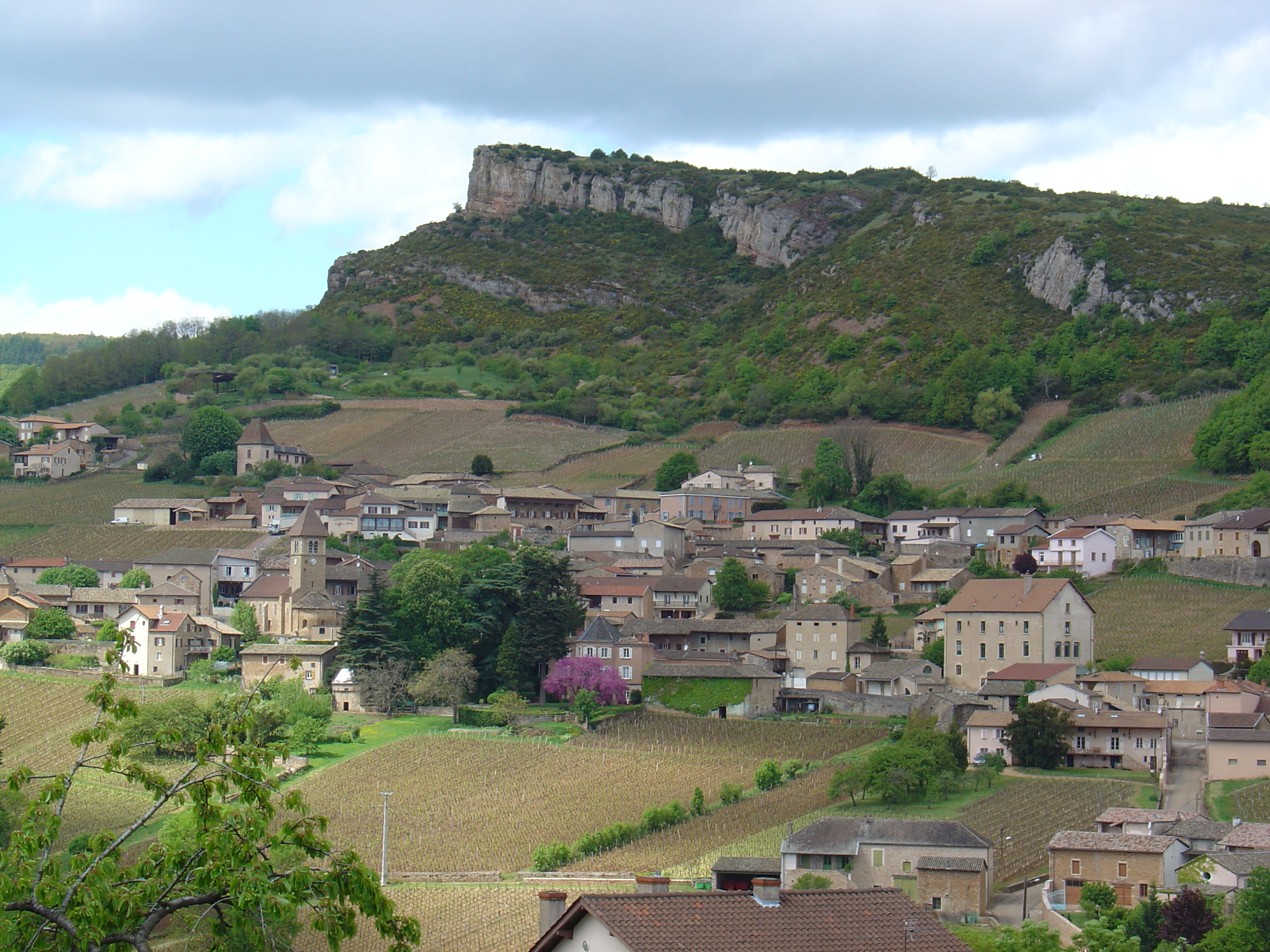
Winnice wśród zabudowań Solutré-Pouilly

Mâconnais – francuski region winiarski położony w Burgundii, leżący na południe od rzeki Saony. Region wziął swoją nazwę od miasta Mâcon.
Region słynie z produkcji dobrej jakości win białych pochodzących z plantacji winogron szczepu chardonnay.

## Styl
Wina produkowane w regionie Mâconnais stanowią prawie w całości wina białe. Większość win przeznaczanych jest do wczesnego picia i generalnie nie nadających się do wytrawnych dań.
Na potrzeby własne produkuje się niewielką ilość wina czerwonego, produkowanego z winogron pinot noir, natomiast na eksport pewną ilość wysokiej jakości win eksportowych ze szczepu gamay.

## Geografia
Geograficznie region Mâconnais jest ukształtowany podobnie do regionu Côte-d’Or, jednakże w przeciwieństwie do niego tradycyjne rolnictwo jest rozwinięte na równi z uprawą winorośli. Na wysokich wzgórzach wapiennych dobrze rosną winogrona odmiany chardonnay, jednakże najlepsze wina uzyskuję się z miejscowości położonych u podnóża szczytu Mont de Pouilly: Vergisson, Solutré-Pouilly, Fuissé i Chaintré.

## Historia
W czasach rzymskich region Mâconnais był ważnym węzłem transportowym. Winogrona w regionie zaczęli hodować Rzymianie lub nawet ludy celtyckie.
W latach 843-1600 region Mâconnais stanowił granicę pomiędzy Francją a Wielkim Cesarstwem Rzymskim. Przez lata ziemiami w regionie władał biskup Mâcon, a następnie władze nad nimi przyjęli lokalnie hrabiowie. W roku 1239 ziemie położone w regionie zostały sprzedane królowi Francji, Ludwikowi IX. W roku 1435 w wyniku traktatu z Artois, Mâconnais zostało scedowane na rzecz Burgundii, jednakże w 1477 roku powróciło do Francji, która oficjalnie otrzymało prawo do regionu w 1529 roku, po wejściu w życie traktatu z Cambrai.
Po zdobyciu Bastylii w 1789 roku, chłopi z Mâconnais dokonali rebelii, która została krwawo stłumiona przez oddziały milicji z Mâcon.

## Apelacje
- Mâcon − podstawowa apelacja regionu, produkująca wina mâconnais.
- Mâcon-Villages − wyższej klasy apelacja obejmująca niektóre z gmin regionu
- Mâcon-Prissé − wyróżniona podapelacja produkująca wina o przeważnie wyższej jakości niż te z apelacji Mâcon.
- Pouilly-Fuissé − apelacja produkująca najwyższej klasy wina w regionie